# Димитър Радев (кмет)
Вижте пояснителната страница за други личности с името Димитър Радев.
Димитър Янакиев Радев (Радов) е български опълченец, след Освобождението кмет на Дупница и народен представител в Деветото обикновено народно събрание.

## Биография
Роден е около 1855 година в Дупница, тогава в Османската империя.
Включва се като доброволец в Сръбско-турската война (1876), награден е със сребърен медал. Постъпва в Българското опълчение на 20 май 1877 година, зачислен е в III дружина IV рота. За участието си в битката при Шейново е награден със Знака за отличие на военния орден „Свети Георги“ IV степен. Уволнен е като унтерофицер на 22 юни 1878 година.
След Освобождението живее в Дупница и служи 13 години като старши полицейски стражар. През 1895 г. е избран е за кмет на Дупница и е на този пост до 1899 г. Водач на Народната партия в Дупница става през 1894 г. За време на управлението си през 1898 година построява една гимназия и прогимназията „Евлоги Георгиев“ (днес „Евлоги и Христо Георгиеви“).
Умира на 16 ноември 1918 година.
Баща е на генерал Тодор Радев.